# Veľký Horeš
Veľký Horeš és un poble i municipi d'Eslovàquia. Es troba a la regió de Košice, a l'est del país.

## Història
La primera referència escrita de la vila data del 1214.

## Demografia
| Godina             | 1994 | 2004   | 2014   | 2024   |
| ------------------ | ---- | ------ | ------ | ------ |
| Nombre de persones | 927  | 960    | 1053   | 1014   |
| Diferència         |      | +3,55% | +9,68% | −3,70% |

| Godina             | 2023 | 2024   |
| ------------------ | ---- | ------ |
| Nombre de persones | 1004 | 1014   |
| Diferència         |      | +0,99% |